# Свенссон, Андерс (футболист)
А́ндерс Све́нссон (швед. Anders Svensson, 17 июля 1976, Гётеборг) — шведский футболист, полузащитник. Рекордсмен сборной Швеции по числу проведённых матчей (148).

## Клубная карьера
С пяти лет начал тренироваться в детской команде «Гульдхеденс», потом в юношеской команде «Хестрафорс».
В 15-летнем возрасте перешёл в «Эльфсборг», где играл на позиции атакующего полузащитника. На протяжении четырёх сезонов играл за английский «Саутгемптон», куда перешёл за 750 тысяч евро. В «Саутгемптоне» Свенссон выходил на поле в основном на позиции левого полузащитника. В 2005 году вернулся за 1,65 миллионов евро в «Эльфсборг» и стал капитаном команды. В сезоне-2006 сыграл во всех матчах «Эльфсборга» в чемпионате, причём во всех выходил в стартовом составе и только в одном матче был заменён; в том сезоне «Эльфсборг» стал чемпионом Швеции.

## Карьера в сборной
Андерс Свенссон сыграл первый матч за сборную в 1999 году (27 ноября) против Южной Африки. Участвовал в финальных турнирах чемпионатов мира 2002 и 2006 годов, Евро-2004 и Евро-2008 и запомнился своими дальними ударами со штрафных. На чемпионате мира 2002 забил гол дальним ударом со штрафного в ворота сборной Аргентины и отдал голевую передачу с углового в матче против сборной Сенегала. Забивал голы в отборочных турнирах трёх чемпионатов мира (2002, 2006, 2010) и двух чемпионатов Европы (2004, 2008).
В отборочном турнире ЧЕ-2008 внёс весомый вклад в успешное выступление сборной Швеции, сыграв в 11 матчах и забив 2 гола. В товарищеском матче против Коста-Рики (январь 2008) впервые вышел на поле как капитан команды. На Евро-2008 сыграл во всех трёх матчах сборной Швеции без замен.
9 сентября 2009 года провёл свой сотый матч за сборную, им стал отборочный матч чемпионата мира 2010 против Мальты.
После того, как сборная Швеции не пробилась на ЧМ-2014, Свенссон принял решение прекратить международную карьеру.

## Достижения
Эльфсборг
- Чемпион Швеции: 2006, 2012
- Обладатель Кубка Швеции: 2001, 2014
- Обладатель Суперкубка Швеции: 2007

Саутгемптон
- Финалист Кубка Англии: 2003

## Личная жизнь
В 2002 году встречался с датской фотомоделью Анин Бинг.
Андерс Свенссон женился в июне 2007 года на Эмме Юханссон.